# Take Out Some Insurance
Singles de Jimmy Reed
I Told You Baby / Ends and Odds
(1959) I Wanna Be Loved / Going to New York
(1959)
Take Out Some Insurance est une chanson de blues publiée en 1959 par Jimmy Reed écrite par Charles Singleton (en) et Waldenese Hall mais initialement créditée à Jesse Stone.
Tony Sheridan l'a enregistré avec des paroles différentes en 1961 avec les Beatles comme groupe accompagnateur. Mal identifiée, elle est publiée en Allemagne de l'Ouest en 1964 sous le nom de If You Love Me, Baby (Take Out Some Insurance on Me, Baby) mais plus tard avec le titre Take Out Some Insurance on Me, Baby (If You Love Me, Baby), Take Out Some Insurance on Me, Baby ou à tort comme If You Love Me, Baby, avec ou sans les virgules. 

## Jimmy Reed
Au début de 1959, pendant une période où il publiait de nombreux hits, Jimmy Reed a enregistré cette chanson qui sort en single en avril avec le titre Take Out Some Insurance (Vee Jay 314). Billboard la considère le meilleur achat R & B pour la semaine du 11 mai. Selon ce même magazine, la chanson s'est bien vendue en Louisiane mais n'a pas atteint les palmarès nationaux.

## The Beatles with Tony Sheridan
Singles de The Beatles with Tony Sheridan
Ain't She Sweet / Take Out Some Insurance on Me, Baby (RU)
 ou Nobody's Child (ÉU)

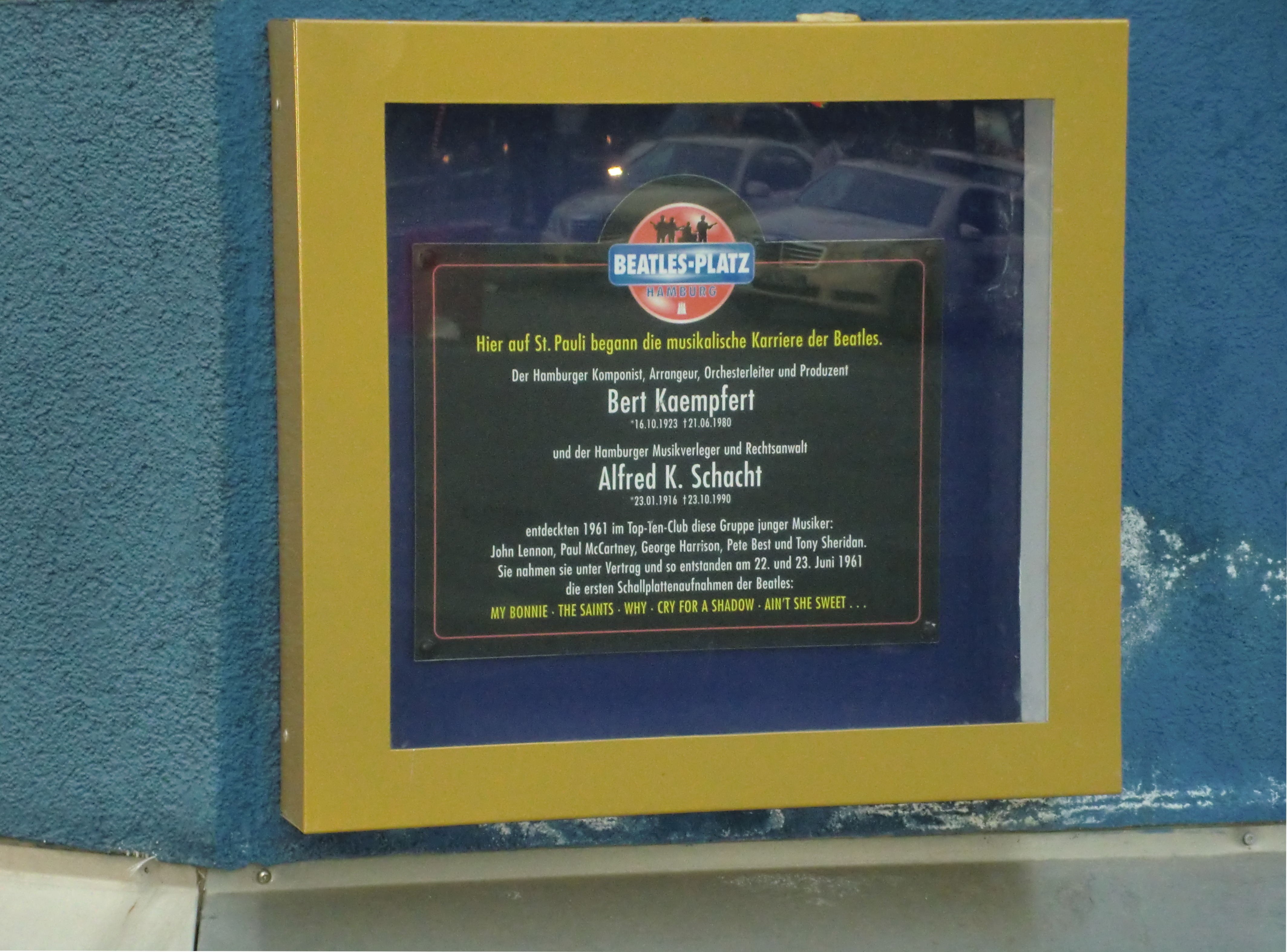
Plaque commémorative au Top Ten Club de Hambourg

La chanson a été reprise sur scène par Tony Sheridan et les Beatles à Hambourg alors qu'ils jouaient au Top Ten Club (en). Le chef d'orchestre et producteur Bert Kaempfert invite ces musiciens anglais pour une séance d'enregistrement débutant le 22 juin 1961 pour l'étiquette Polydor. Des sept chansons enregistrées durant cette séance, seules My Bonnie et The Saints ont été publiées à cette époque tandis que les autres enregistrements sont restés dans les cartons. 
À la suite de l'explosion de la Beatlemania, Polydor publie trois autres singles de matériel inédit, dont l'un contenait l'enregistrement de cette chanson, sorti à la mi-avril 1964. Toutes ces chansons ont également été compilées dans l'album The Beatles' First ! sorti en Allemagne de l'Ouest le même mois et publié en Angleterre en 1967, en France et au Canada en 1969 et aux États-Unis en 1970. 
La sortie américaine du single n'est effectuée qu'en juin 1964, car Atlantic / Atco décide d'ajouter des accents de batterie (possiblement joués par Bernard Purdie) et de guitare (peut-être par Cornell Dupree) avec un petit rajout d'harmonica. La présence d'une brève utilisation d'un langage inapproprié pour la radio oblige Atco à couper la chanson de quelques secondes. L'équipe technique derrière les séances d'enregistrement de 1964 est inconnue.
En raison du peu de notoriété de la chanson et du fait que les paroles chantées par Sheridan sont presque entièrement différentes de la version de Reed, elle a d'abord été baptisée, à tort, comme If You Love Me, Baby (et même crédité comme étant une chanson traditionnelle sans auteur sur les pressages allemand et britannique des 45 tours originaux et de l'album compilation allemand). Lorsque les singles ont été envoyés à Atlantic Records aux États-Unis pour une sortie dans ce pays, la chanson a été reconnue, bien identifiée et créditée aux bons auteurs. Les étiquettes de l'album allemand sont corrigées en juin.

### Historique des publications
La chanson est créditée à Singleton (en) et Hall sauf indication contraire.

#### En 45 tours
E.P.
- Ain't She Sweet / If You Love Me Baby “Take Out Some Insurance on Me, Baby” [n 3] / Sweet Georgia Brown / Nobody's Child[9]

 Sorti en février 1964 (Polydor – 21 965).
Singles
- Ain't She Sweet / If You Love Me, Baby (Take Out Some Insurance on Me, Baby) crédité « Trad./arr. Sheridan »

 Sorti le 15 avril 1964 (Polydor – NH 52-317),,.
- Ain't She Sweet / If You Love Me, Baby crédité « Trad./arr. Sheridan »

 Sorti le 29 mai 1964 (Polydor – NH 52-317).
- Sweet Georgia Brown  / Take Out Some Insurance on Me, Baby

 Sorti le 1er juin 1964 (Atco – 45-6302) (avec les ajouts d'instrumentation).

#### En albums
33 tours

Ces albums de Polydor ont la même tracklist mais avec des variantes sur la graphie du titre de la chanson. Quatre autres chansons de Sheridan sans les Beatles y ont été rajoutées.
- The Beatles' First !, sorti en avril 1964 (LPHM 46 432) - Utilisant le titre If You Love Me, Baby (Take Out Some Insurance on Me, Baby) et créditée « Trad./arr. Sheridan »[14]. Pour la seconde édition, corrigée à Take Out Some Insurance on Me, Baby et créditée aux bons auteurs sur l'étiquette mais pas sur la pochette[15].
- The Beatles' First, sorti le 4 août 1967 (236 201) - Utilisant le titre Take Out Some Insurance on Me, Baby[16].
- The Beatles' First, sorti le 1er septembre 1969 (Polydor/Triumph 240011)[17] - Utilisant le titre If You Love Me, Baby sur la pochette et Insurance (If you love me, baby) sur l'étiquette[18].
- Very Together, sorti le 12 novembre 1969 (242.008) - Utilisant le titre If You Love Me, Baby[19].
- In the Beginning (Circa 1960), sorti le 4 mai 1970 (24-4504) - Utilisant le titre Take Out Some Insurance on Me, Baby[20].

33 tours 25 cm
- Les Beatles, sorti le 22 mai 1964 (Polydor – 45 900) - Ne comprend que les huit enregistrements effectués à Hambourg par les Beatles[21] - Utilisant le titre If You Love Me Baby et sans auteurs[22].

Album de Atco
- Ain't She Sweet (en) (Atco - 33-169), sorti le 5 octobre 1964 - Utilisant le titre Take Out Some Insurance on Me Baby. Ce 33 tours possède quatre titres des Beatles avec les ajouts d'instrumentation[23], complété d'enregistrements du groupe studio The Swallows[24].

CD
- The Early Tapes of the Beatles (Polydor - 550 0372) - sortie mondiale, le 10 décembre 1984. Réédition de The Beatles' First ! sur laquelle on rajoute deux autres enregistrements de Sheridan sans les Beatles. La chanson revient à son titre erroné If You Love Me, Baby[25].

### Personnel
- Tony Sheridan - chant
- George Harrison - guitare solo
- John Lennon - guitare rythmique[n 5]
- Paul McCartney - basse
- Pete Best - batterie

Overdubs pour la version américaine (possiblement)
- Cornell Dupree - guitare
- Bernard Purdie - batterie
- Inconnu - harmonica

Equipe technique - 1961
- Bert Kaempfert - producteur
- Karl Hinze - ingénieur du son